# Paradiarsia herzi
Paradiarsia coturnicola là một loài bướm đêm trong họ Noctuidae.

## Hình ảnh

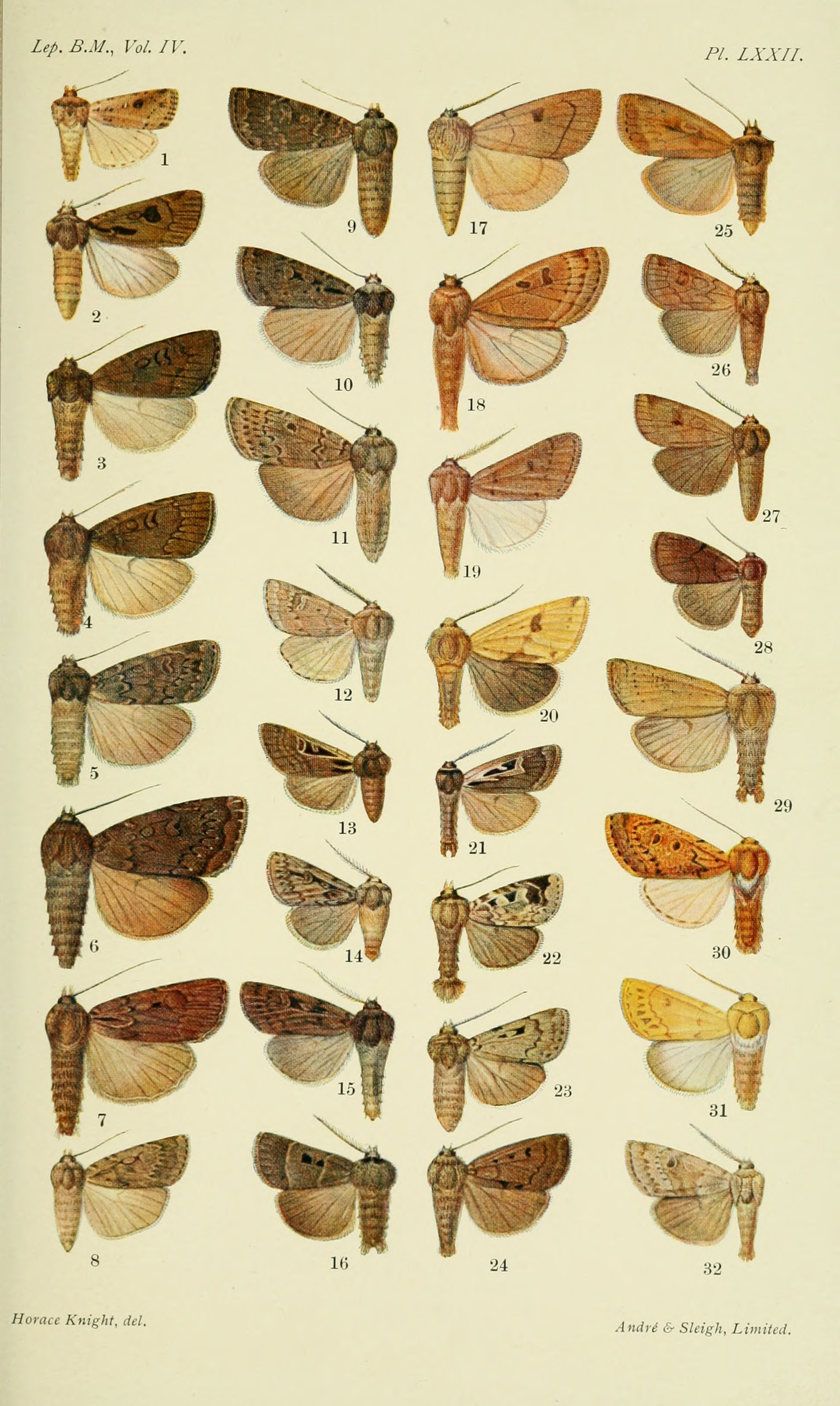